# دخمه تاقچه گبر
دخمه تاقچه گبر مربوط به دوره ساسانیان است و در شهرستان فراشبند، بخش دهرم، دهستان دهرم، روستای احمدآباد، کیلومتری ۵ جاده احمدآباد به طرف فیروزآباد، ارتفاعات آتاقلی واقع شده و این اثر در تاریخ ۲۷ بهمن ۱۳۸۷ با شمارهٔ ثبت ۲۴۷۲۱ به‌عنوان یکی از آثار ملی ایران به ثبت رسیده است.